# Čechřice vonná
Čechřice vonná (Myrrhis odorata) je jediný druh monotypického rodu čechřice. Tato mohutná vytrvalá bylina příjemně vonící po anýzu má lodyhu přímou oblou, jemně rýhovanou, dutou, krátce chlupatou nebo lysou, 60 až 120 cm vysokou, větvenou většinou v horní polovině. Přízemní listy jsou řapíkaté, v obrysu široce trojúhelníkovité, až 50 cm dlouhé, 3–4krát zpeřené, matné, na okraji a na rubu (v mládí i na líci) na žilkách krátce chlupaté. Lístky posledního řádu jsou peřenoklané až peřenosečné, nepravidelně zubaté. Lodyžní listy podobného tvaru se k vrcholu zmenšují, nejvyšší jsou přisedlé. Složené okolíky tvoří 6–13 (ev. 5–20) okolíčků, listeny obalu chybějí, listeny obalíčku jsou kopinaté. Květy jsou bílé, mají nezřetelný kalich, koruna může slabě paprskovat. Semena jsou nápadně velké podlouhlé dvounažky, 2–2,5 cm dlouhé, zpočátku zelenohnědé, později tmavé až téměř černé a lesklé. Čechřice kvete zpravidla v květnu a v první polovině června, v chladných místech na horách v červnu. Kořen je tlustý, hluboce rostoucí.

## Synonyma
- Scandix odorata L.
- Chaerophyllum odoratum (L.) Crantz
- Lindera odorata Asch.
- Selinum myrrhis E. H. L. Krause

## Rozšíření

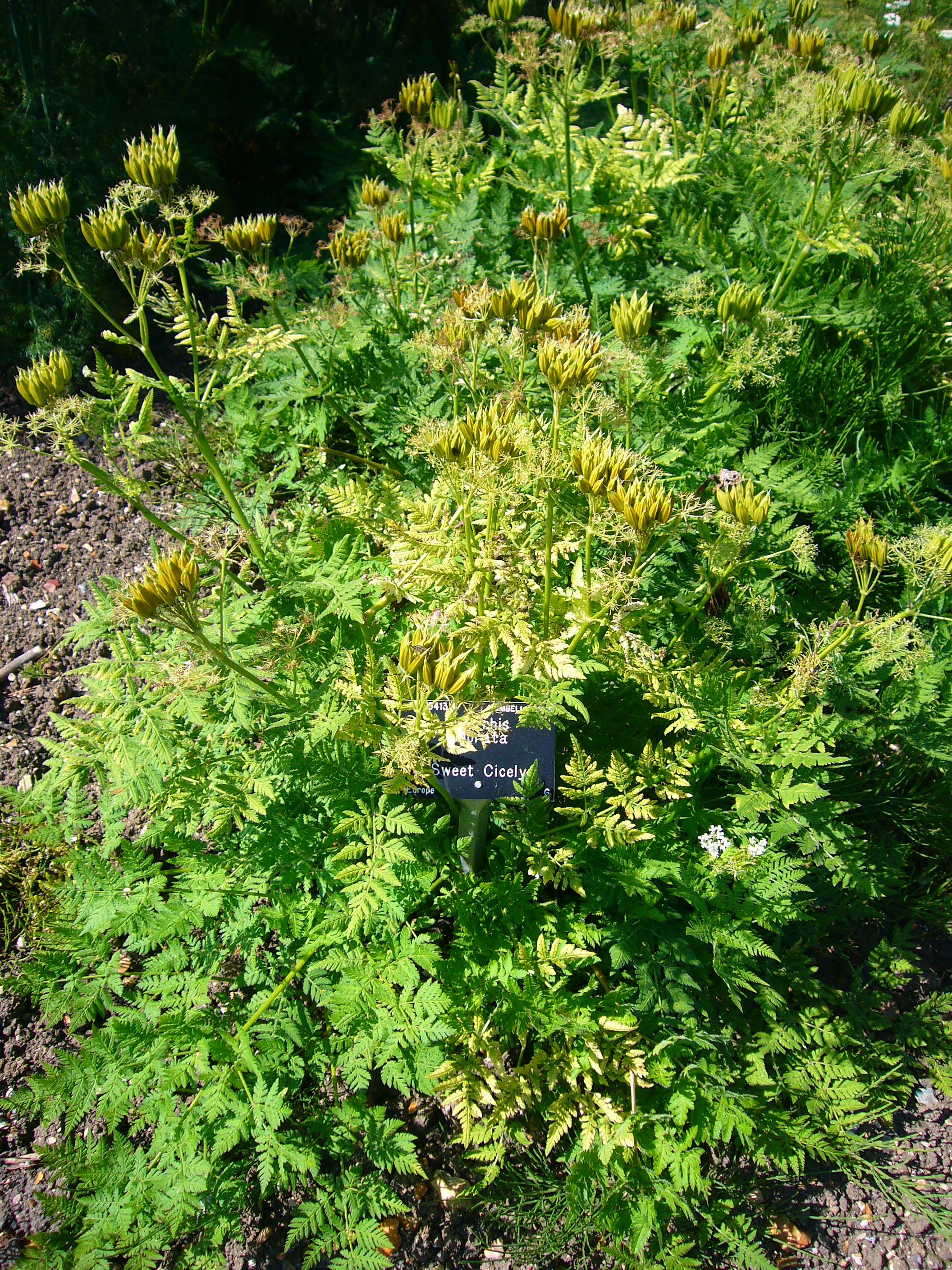
Čechřice vonná

Původním areálem čechřice jsou pouze hory jižní Evropy – od Pyrenejí přes Alpy a severní Apeniny po Dinárské pohoří. Pěstováním se rozšířila do Velké Británie, dalších částí střední Evropy, do Skandinávie a Pobaltí, ale i na Kavkaz. V ČR je její výskyt druhotný, spojený s umělou kultivací této v minulosti oblíbené rostliny. U nás byla rozšířena (stejně jako např. příbuzný všedobr horský) pravděpodobně už při tzv. alpské dřevařské kolonizaci horských oblastí. Dnes tak roste především v pohraničních pohořích, zejména v Krušných horách, Krkonoších, Jizerských horách, Orlických horách, ale i ve Žďárských vrších, Lužických horách a na Českolipsku. Překvapivě chybí na Šumavě a v Českém lese.

## Stanoviště a ekologie
Roste na vlhčích loukách, v příkopech cest, podél potoků, kterými je splavována do nižších poloh. Rostlina je v ČR často svým rozšířením lokálně vázaná na původně německé nebo smíšené osídlení horských poloh. Těžiště výskytu je přibližně mezi 400–800 m n. m.

## Pěstování
Čechřice se množí semeny, která se vysévají do půdy výhradně na podzim, protože k vyklíčení potřebují několik měsíců s nízkými teplotami. Možné je semena stratifikovat v chladničce. Na jaře i na podzim lze čechřici množit dělením oddenků. Přesazovat čechřici lze většinou jen v roce, ve kterém vyrostla ze semene, a pokud možno s velkým balem zeminy. Dospělá rostlina se sama rozmnožuje semeny, a to v bezprostřední blízkosti.

## Význam
Od středověku pěstovaná rostlina dříve oblíbená jako kořenová a listová aromatická zelenina i léčivka. Semena poskytují přírodní sladidlo pro diabetiky. Šťávou lze leštit dřevěné předměty. V chovu skotu byla ceněná při zvyšování produkce mléka.

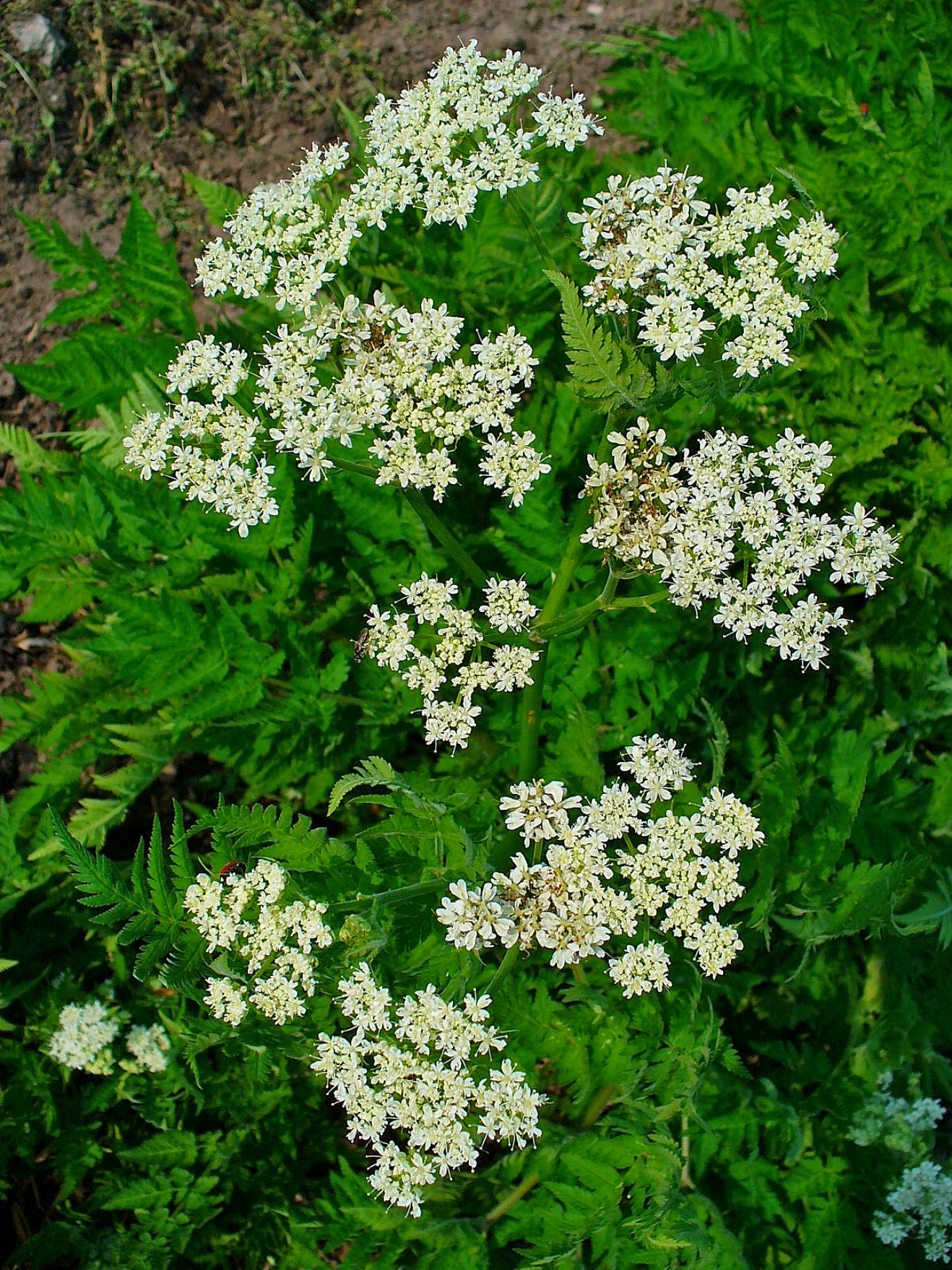
Květenství
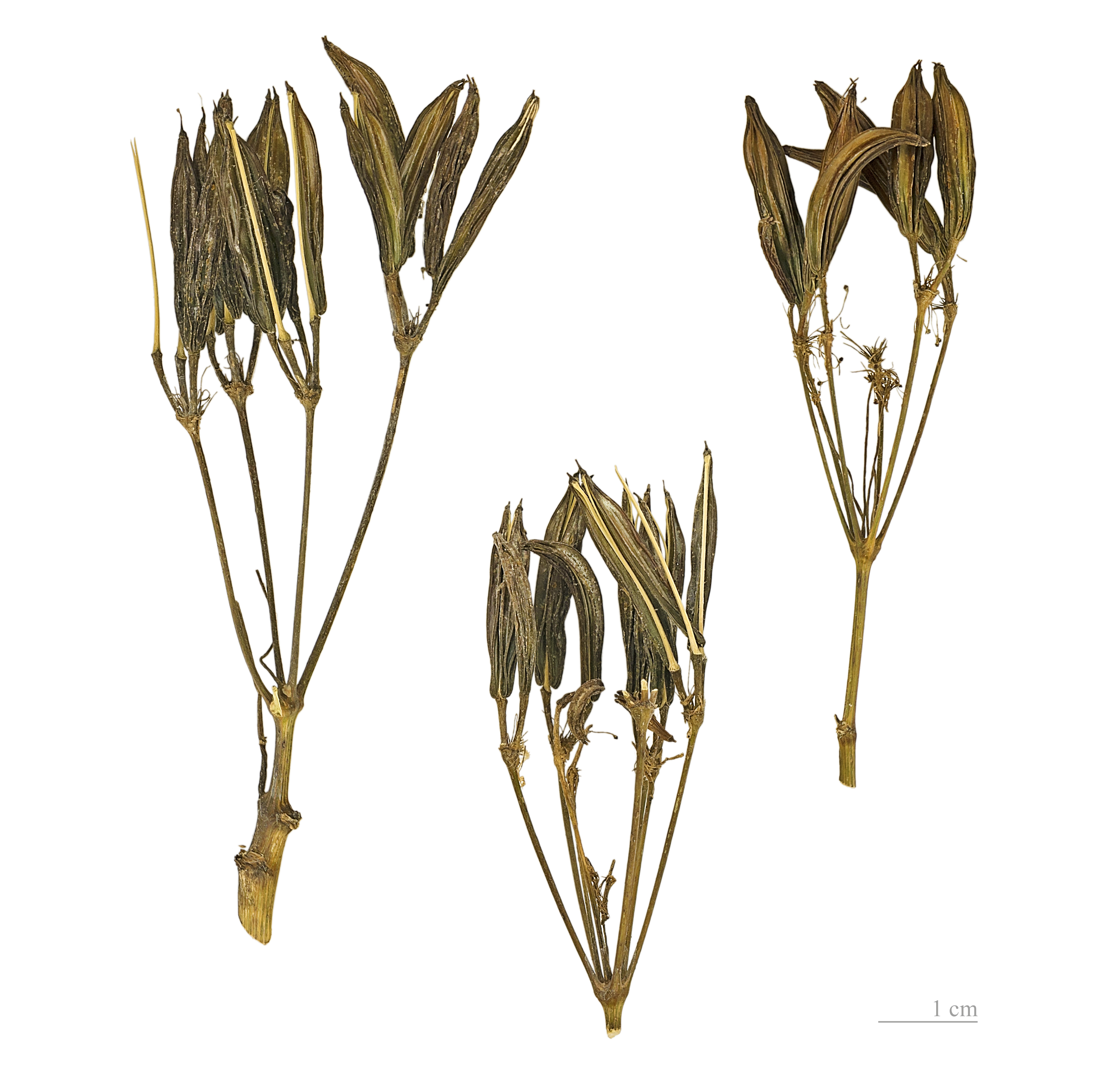
Dvounažky